# Bezirksgericht Abtenau

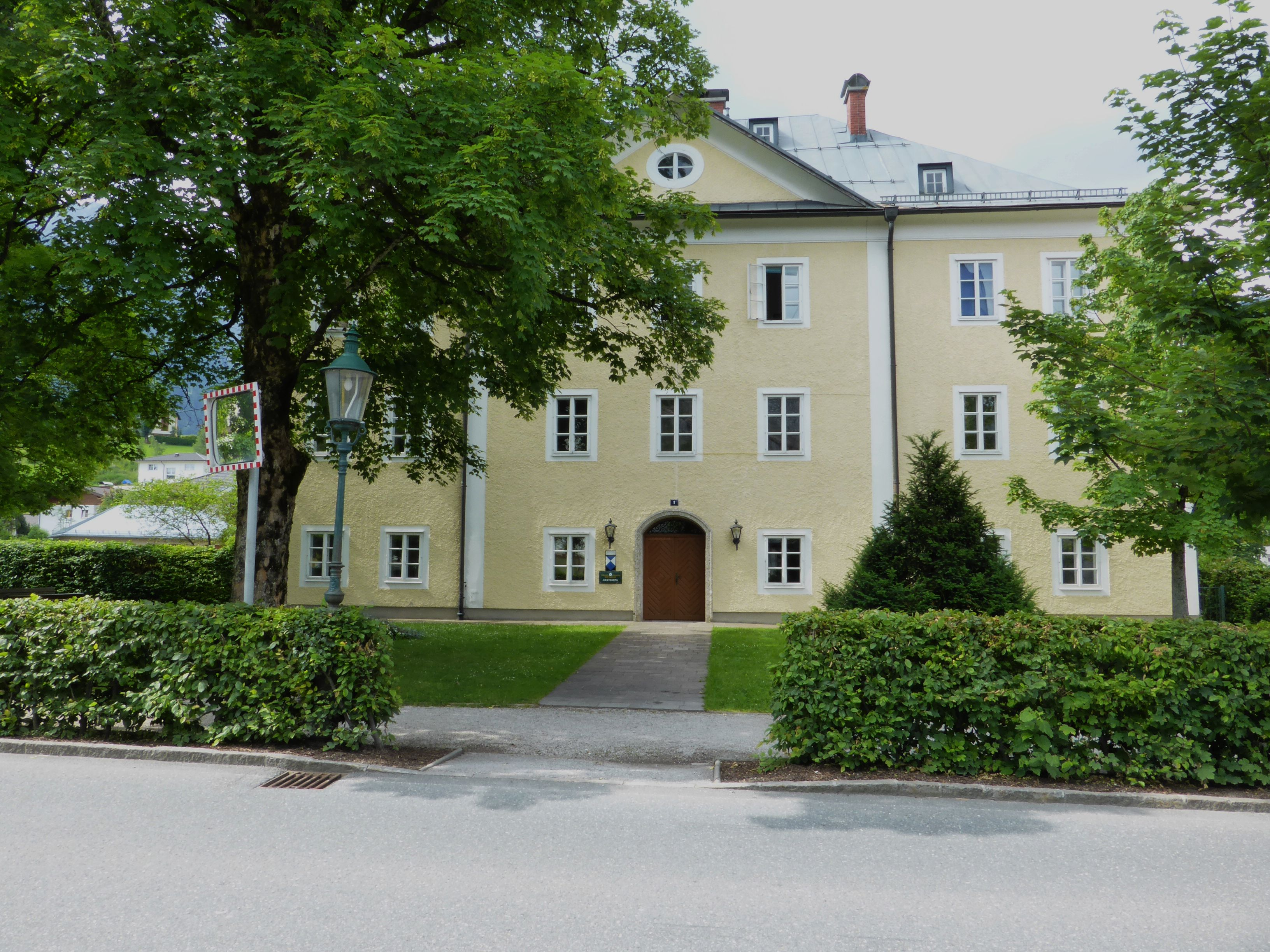
Bezirksgericht, ehem. Ansitz

Das Bezirksgericht Abtenau ist ein denkmalgeschütztes Gebäude in dem gleichnamigen Ort im Bezirk Hallein (Markt 1).

## Geschichte
1528 wird erstmals ein Gebäude an dieser Stelle erwähnt. Damals verkaufte Andreas, Sohn des Landrichters Pangraz Weibhauser, diese Behausung an den Nachfolger seines Vaters, den Landrichter Wilhelm Frankinger. 1564 erwarb Erzbischof Johann Jakob Khuen von Belasi das Anwesen von dessen Erben, befreite es von allen Abgaben und machte das Gebäude zum Pfleggerichtsgebäude. In einer Beschreibung von 1604 heißt es: „Ein Behausung im Markt gegen dem Pfarrhof über … darbey auch Stallung, Stadl und Cassten sambt ainem Gartten, darinnen ain claines Visch-Teichtl.“ Dazu gehörte noch ein Amtshaus mit zwei Gefängnisräumen und der Wohnung des Gerichtsdieners. Im Pfleggerichtsgebäude befand sich auch die Rüstkammer für die Landfahne des Gerichtsbezirks.

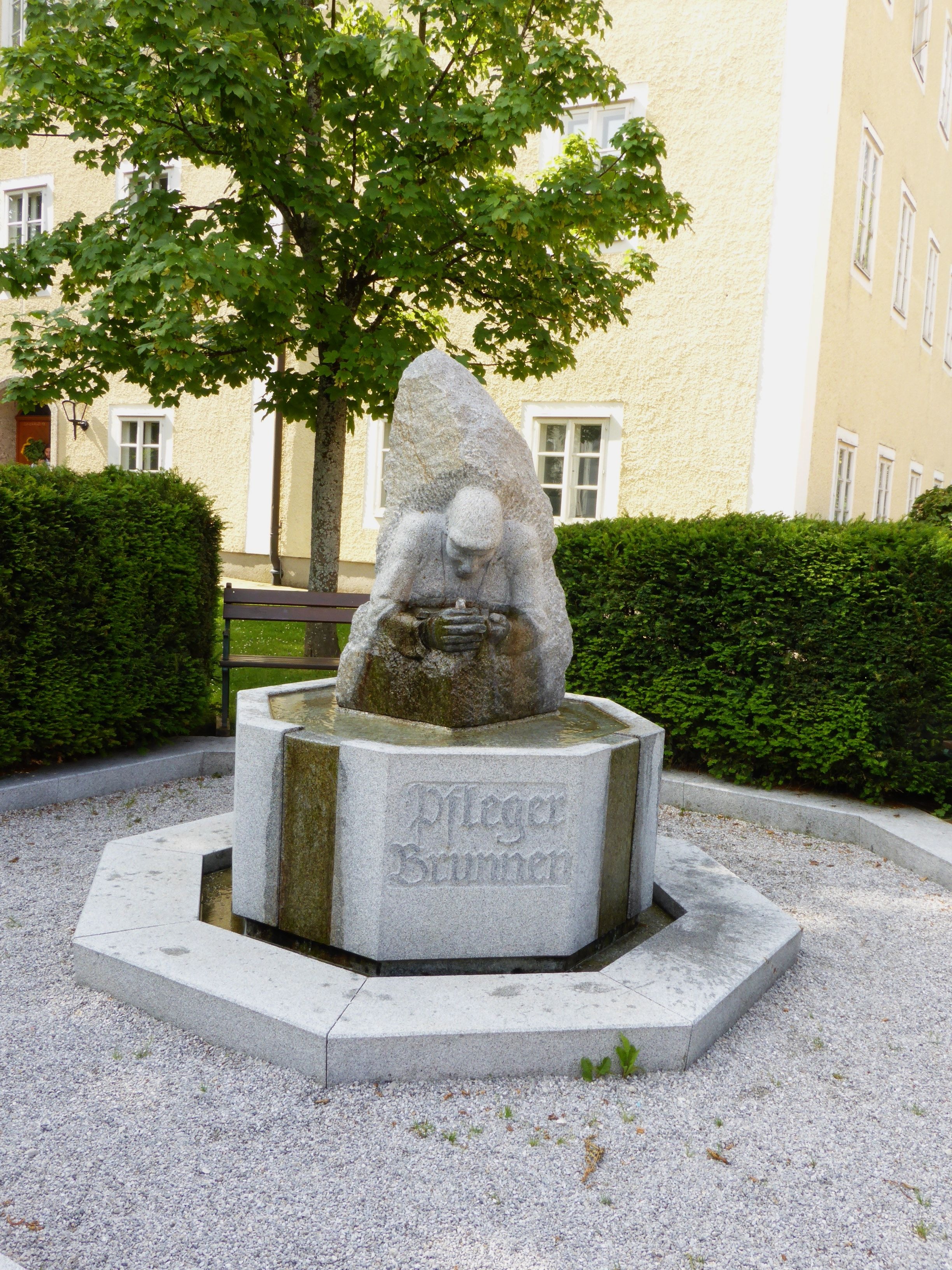
Brunnen beim Bezirksgericht Abtenau

## Gerichtsgebäude Abtenau heute
1772 war das Gebäude durch den vorbeifließenden Bach und den Weiher so geschädigt, dass ein Neubau durch den Hofmaurermeister Jacob Pogensperger geplant wurde. So entstand 1773 das noch heute bestehende Gerichtsgebäude.
Es handelt sich um ein zweigeschoßiges Gebäude mit einem vorspringenden Mittelrisalit und einem nordseitigen Giebel. Im Unterschied zu den ursprünglichen Plänen wurde das Gebäude statt mit fünf mit sieben Fensterachsen errichtet, das geplante geschwungene Giebelfenster wurde als einfaches Ochsenauge ausgeführt. Die leicht gebogene Tür ist im Originalzustand erhalten, ebenso das Zeltdach über einem breiten Hohlkehlengesims. 1984–1989 wurde das Gebäude generalsaniert.
Der Gerichtsbezirk Abtenau wurde mit 31. Dezember 2002 aufgelöst und seine Sprengel Rußbach, Abtenau und Annaberg-Lungötz dem Gerichtsbezirk Hallein zugewiesen.
Inzwischen fungiert das ehemalige Bezirksgericht als Gemeindeamt für Abtenau.